# Evagoras Lanitis Center
Центр «Evagoras Lanitis Center» (греч. Ίδρυμα Ευαγόρα & Κάθλην Λανίτη; англ. The Evagoras Lanitis Center) — художественная галерея в городе Лимасол (Республика Кипр), поддерживаемая фондом «Evagoras and Kathleen Lanitis Foundation», созданным в ноябре 2001 года; занимает примерно треть бывшего промышленного здания «Carob Mill», являющегося памятником архитектуры; имеет выставочную площадь более 1400 м², на которой проводит экспозиции произведений современного искусства.